# 喜多方涼
喜多方 涼（きたかた りょう、1992年12月4日- ）は、日本の元AV女優。所属はJETSTREAM。

## 略歴・人物
千葉県出身。趣味は野球観戦・マラソン。
2018年1月、キャッチフレーズ『巨乳で小柄の完全素人、歯科助手AVデビュー!』でマキシングにてAVデビュー。
2018年3月、札幌零ドル図鑑のメンバーに加入。
2021年10月17日、自身のTwitterにて同年9月をもって引退した事を発表。

## 作品

### アダルトDVD
2018年
- 新人 喜多方涼 ～巨乳で小柄の完全素人、歯科助手AVデビュー！～（1月16日、マキシング）
- 美巨乳発情SEX4本番 喜多方涼（2月16日、マキシング）
- 素人は正義なのです。看護師りょうちゃん（仮）はお世話大好き24歳、パイパンで巨乳で中○しOKなエッチ大好き淫乱娘（4月13日、S級素人）[6]
- 高画質×即ハメ！12人（6月16日、マキシング）※総集編
- わたしたちAV女優になりました。～初めてのAVセックス 高画質12本番～ vol.4（8月16日、マキシング）※総集編

2019年
- 近所のお姉さんが露出度高い部屋着を着ているせいで横から見える横乳がやばすぎる! 興奮を抑えようとして見ないようにしていたけど、ムラムラが止まらなくなってしまい…（7月12日、SCOOP）
- 壮絶痰唾えずき汁ぶっかけ顔面舐め愛レズVol.02(10月19日、ゆりえっち/妄想族)
- 口臭嗅ぎ鼻舐め(12月1日、ゑびすさん/妄想族)
- パンティー被り変態女オナニー 2(12月19日、ゑびすさん/妄想族)
- 犬嗅娘 8～臍ゴマを食べちゃう変態娘編(12月26日、フェ血ス)

2020年
- ダブルバーチャルレズベロキス 5(1月1日、ゑびすさん/妄想族)
- 過敏ビクビク麻痺する乳首舐めレズ(1月1日、ゑびすさん/妄想族)
- 清楚そうな顔して、スケベでソソるカラダ(1月13日、S-Cute)
- 究極の鼻水唾液交換 口臭嗅ぎ鼻舐め (3月1日、ゑびすさん/妄想族)
- ニーハイブーツレッグフェティッシュ・美脚コキ03 (3月1日、ゑびすさん/妄想族)
- 唾奴●ドール 痰唾衣服ぶっかけレズ汚辱姦 (3月19日、ゆりえっち/妄想族)
- 生音では全く聞こえない呼吸音を超繊細マイクで拾ってみたらいやらしい吐息まみれで耳穴鳥肌勃起! オイルマッサージで敏感なキワを触られるも、平気な顔で感じていないふりをする女性たちの隠し切れない興奮吐息と我慢顔 (4月1日、OFFICE K’S)
- 女顔舐め 2 (4月1日、OFFICE K’S)
- 「オイルが…ヌルヌルして入っちゃう…」エステティシャンの綺麗なお姉さんたちは、マ○コをチ○ポに滑らせながら嬉しそうにそう言った…。僕は初めてのメンズマッサージで、なぜか初めてのセックス（複数人）をして… (4月1日、OFFICE K’S)
- シロウト女子個人撮影ハメ撮り日記 欲求不満の肉体 柔パイ色欲妻りょうさんEかっぷ (4月20日、シャーク)
- 乳首ビン勃ちアクメレズ (5月1日、ゑびすさん/妄想族)
- 巨乳おっぱいの妹がニットワンピ & ニーハイで僕を挑発してくる突き出した尻に我慢できずに強引に挿入 & 何度も中出しした結果…!? (5月8日、アイエナジー)
- もしも女の子にしっぽが生えてて、しかもそこが性感帯だったら… ～しっぽのある世界～ (5月15日、ピーターズMAX)
- バーチャル寝取られ痰唾吐き顔面舐めレズ (6月1日、ゆりえっち/妄想族)
- 仮想バーチャル悩殺キス (6月1日、ゑびすさん/妄想族)
- パンスト脚足指レズ (6月1日、ゑびすさん/妄想族)

### アダルトVR
2019年
- 痴漢からの！？4中出し！！ 超ラッキーシチュエーション 毎日電車で見るヤレそうな美人妻とラッキーセックス！！（2月26日、KMPVR-bibi-）
- 逆痴漢バイノーラル 露出狂痴女とハーレム3P密着中出しSEX！！（5月13日、ケイ・エム・プロデュース）
- 痴女られたくてさっきから、うずうずしてるんでしょ？(11月21日、ケイ・エム・プロデュース)

## 出演

### ラジオ
- JET RADIO (2019年8月 -・毎週火曜日22時～、FMアップル-FMとよひら)